# 1. Lig 1999-2000
La 1. Lig 1999-00 fue la 42.ª temporada del fútbol profesional en Turquía. Esta temporada fue incluida en el juego FIFA 2000, pero no se incluyó al Galatasaray por problemas contractuales entre el club y EA Sports.

## Tabla de posiciones
|     | Equipo         | PJ | PG | PE | PP | GF | GC | DG  | Pts | Notas                                |
| --- | -------------- | -- | -- | -- | -- | -- | -- | --- | --- | ------------------------------------ |
| 1.  | Galatasaray    | 34 | 24 | 7  | 3  | 77 | 23 | +54 | 79  | Liga de Campeones de la UEFA 2000-01 |
| 2.  | Beşiktaş       | 34 | 23 | 6  | 5  | 74 | 27 | +47 | 75  | Liga de Campeones de la UEFA 2000-01 |
| 3.  | Gaziantepspor  | 34 | 17 | 11 | 6  | 49 | 27 | +22 | 62  | Copa de la UEFA 2000-01              |
| 4.  | Fenerbahçe     | 34 | 17 | 10 | 7  | 59 | 44 | +15 | 61  |                                      |
| 5.  | Gençlerbirliği | 34 | 16 | 8  | 10 | 57 | 47 | +10 | 56  |                                      |
| 6.  | Trabzonspor    | 34 | 15 | 8  | 11 | 47 | 41 | +6  | 53  |                                      |
| 7.  | Samsunspor     | 34 | 16 | 4  | 14 | 51 | 43 | +8  | 52  |                                      |
| 8.  | Denizlispor    | 34 | 13 | 8  | 13 | 55 | 57 | -2  | 47  |                                      |
| 9.  | Adanaspor      | 34 | 13 | 6  | 15 | 51 | 55 | -4  | 45  |                                      |
| 10. | Bursaspor      | 34 | 12 | 6  | 16 | 51 | 63 | -12 | 42  |                                      |
| 11. | Antalyaspor    | 34 | 11 | 8  | 15 | 42 | 58 | -16 | 41  | Copa de la UEFA 2000-01              |
| 12. | Kocaelispor    | 34 | 11 | 7  | 16 | 44 | 58 | -14 | 40  | Copa Intertoto de la UEFA 2000       |
| 13. | MKE Ankaragücü | 34 | 9  | 12 | 13 | 45 | 56 | -11 | 39  |                                      |
| 14. | Erzurumspor    | 34 | 10 | 8  | 16 | 40 | 61 | -21 | 38  |                                      |
| 15. | İstanbulspor   | 34 | 8  | 13 | 13 | 38 | 43 | -5  | 37  |                                      |
| 16. | Altay          | 34 | 10 | 7  | 17 | 34 | 43 | -9  | 37  | Descendido a la 2. Lig               |
| 17. | Göztepe AŞ     | 34 | 7  | 5  | 22 | 26 | 54 | -28 | 26  | Descendido a la 2. Lig               |
| 18. | Van BB         | 34 | 4  | 6  | 24 | 38 | 78 | -40 | 18  | Descendido a la 2. Lig               |

|                                     |
| Campeón Galatasaray SK 14.to título |

## Goleadores
| Jugador          | Equipo         | Nacionalidad       | Goles |
| ---------------- | -------------- | ------------------ | ----- |
| Serkan Aykut     | Samsunspor     | Turquía            | 30    |
| Ahmet Dursun     | Beşiktaş       | Turquía · Alemania | 21    |
| Fazlı Ulusal     | Antalyaspor    | Turquía            | 20    |
| Ümit Karan       | Gençlerbirliği | Turquía · Alemania | 18    |
| Viorel Moldovan  | Fenerbahçe     | Rumania            | 18    |
| Cafer Aydın      | Ankaragücü     | Turquía            | 16    |
| Oktay Derelioğlu | Gaziantepspor  | Turquía            | 16    |
| Ertuğrul Sağlam  | Beşiktaş       | Turquía            | 14    |
| Hakan Şükür      | Galatasaray    | Turquía            | 14    |
| Okan Yılmaz      | Bursaspor      | Turquía            | 14    |
| Roman Dąbrowski  | Kocaelispor    | Polonia · Turquía  | 13    |
| Hami Mandıralı   | Trabzonspor    | Turquía            | 13    |